# جيمس ماسون
جيمس ماسون (بالإنجليزية: James Mason)‏ (و. 1909 – 1984 م) هو ممثل، وممثل أفلام، وكاتِب، وكاتب سير ذاتية، وكاتب سيناريو، من المملكة المتحدة، ولد في هدرسفيلد، توفي في لوزان، عن عمر يناهز 75 عاماً بسبب نوبة قلبية.

## التعليم
تعلم في جامعة كامبريدج، وبيترهاوس ‏.

## وصلات خارجية
- جيمس ماسون على موقع IMDb (الإنجليزية)
- جيمس ماسون على موقع الموسوعة البريطانية (الإنجليزية)
- جيمس ماسون على موقع روتن توميتوز (الإنجليزية)
- جيمس ماسون على موقع مونزينجر (الألمانية)
- جيمس ماسون على موقع ألو سيني (الفرنسية)
- جيمس ماسون على موقع ميوزك برينز (الإنجليزية)
- جيمس ماسون على موقع تيرنر كلاسيك موفيز (الإنجليزية)
- جيمس ماسون على موقع أول موفي (الإنجليزية)
- جيمس ماسون على موقع قاعدة بيانات برودواي على الإنترنت (الإنجليزية)
- جيمس ماسون على موقع قاعدة بيانات الأفلام السويدية (السويدية)